# بخش امامزاده حسن
بخش امامزاده حسن، یکی از بخش‌های شهرستان فلارد در استان چهارمحال و بختیاری ایران است. مرکز این بخش، روستای شاه نجف است. همچنین این بخش به دلیل مجاورت با کوهستان مرتفع ریگ یکی از سرد ترین جاهای مسکونی استان میباشد به طوری که روستاهای دهکهنه و امام زاده حسن در این بخش به دلیل ارتفاع زیاد در فصل زمستان میزبان بیش از دو متر برف هستند

## تقسیمات کشوری
- بخش امامزاده حسن
  - دهستان پروز
  - دهستان پشتکوه

## جمعیت
بر پایه سرشماری عمومی نفوس و مسکن در سال ۱۳۹۵، جمعیت بخش امامزاده حسن برابر با ۹،۰۸۱ نفر بوده‌است.